# De drie talen
De drie talen is een sprookje dat werd opgetekend door de gebroeders Grimm in Kinder- und Hausmärchen met het nummer KHM33. De oorspronkelijke naam is Die drei Sprachen.

## Het verhaal
In Zwitserland woont een oude graaf met een domme zoon die niets kan leren. De zoon moet in de leer bij een beroemde meester en hij wordt naar een vreemde stad gestuurd, waar hij een jaar in de leer gaat. Na een jaar heeft de zoon geleerd dat honden blaffen en opnieuw wordt de jongen naar een meester gestuurd, ditmaal in een andere stad. Na een jaar blijkt de zoon geleerd te hebben dat vogels tjilpen en de zoon wordt voor een derde maal naar een meester gestuurd. Na dit jaar heeft de zoon geleerd dat kikkers kwaken en de vader roept zijn dienaren en verklaart dat het niet langer zijn zoon is. De jongen wordt verstoten en de dienaren moeten hem doden in het bos.
Maar de dienaren hebben medelijden en laten de jongen gaan. Ze snijden een ree de tong en ogen uit en nemen dit mee als bewijs. De jongen komt na een tijdje bij een burcht en mag overnachten in een oude toren, maar het is gevaarlijk omdat er veel wilde honden zijn. De honden blaffen en janken en krijgen af en toe een mens, die ze opeten. De jongen gaat naar de toren en geeft de honden iets te eten, ze doen hem niks en hij vertelt de volgende dag dat de honden hem verteld hebben waarom ze het land teisteren. Ze zijn betoverd en moeten een schat bewaken, die onder de toren ligt. De jongen graaft de met goud gevulde kist op en het land wordt bevrijd van de jankende honden, de jongen wordt nu aangenomen als zoon van burchtheer.
Na een tijdje reist de jongen naar Rome en komt langs een moeras vol met kikkers. Hij hoort hun verhaal en wordt verdrietig, omdat de paus net gestorven is. Onder de kardinalen heerst grote twijfel, onbekend is wie de opvolger zal worden. Ze besluiten degene te kiezen aan wie zich een goddelijk wonder zou openbaren. De jonge graaf komt de kerk in en er strijken twee sneeuwwitte duiven op zijn schouder neer. De kardinalen vragen de graaf of hij paus wil worden en hij wordt gezalfd en gewijd. Wat de jongen van de kikkers hoorde, is nu uitgekomen. De paus moet de mis zingen, maar kent er geen woord van. Maar de duiven zitten op zijn schouder en fluisteren hem alles in het oor.

## Achtergronden
- Het sprookje komt uit Oberwallis, Zwitserland.
- In eerdere uitgaven krijgt de held ook de dochter van het van de honden bevrijde land tot vrouw.
- Het sprookje zou volgens de Anmerkungen van de gebroeders Grimm gebaseerd zijn op paus Silvester II of Innocentius III. Sommigen menen dat het hier gaat om de mens, die zich laat inspireren door de Heilige Geest (de duiven).
- Het sprookje is tot de middeleeuwen te herleiden, de oudste versie staat in de verzameling "Scala coeli" van Johannes Gobi.
- Vogels die informatie geven komen in veel mythen en sprookjes voor, zie bijvoorbeeld Huginn en Muninn.
- Het dier als helper komt in heel veel sprookjes voor;
  - een beer in De twee gebroeders (KHM60)
  - een bij in De bijenkoningin (KHM62) en De twee reisgezellen (KHM107)
  - duiven in Assepoester (KHM21) en De oude vrouw in het bos (KHM123)
  - een eend in Hans en Grietje (KHM15), De bijenkoningin (KHM62) en De twee reisgezellen (KHM107)
  - een geit in Eenoogje, tweeoogje en drieoogje (KHM130)
  - een haan in De drie gelukskinderen (KHM70)
  - een haas in De twee gebroeders (KHM60)
  - een hond in De oude Sultan (KHM48)
  - een kat in De drie gelukskinderen (KHM70) en De arme molenaarsknecht en het katje (KHM106)
  - een leeuw in De twee gebroeders (KHM60), De twaalf jagers (KHM67) en De koningszoon die nergens bang voor was (KHM121)
  - mieren in De witte slang (KHM17) en De bijenkoningin (KHM62)
  - een ooievaar in De twee reisgezellen (KHM107)
  - een paard in De ganzenhoedster (KHM89)
  - een pad in De drie veren (KHM63) en De ijzeren kachel (KHM127)
  - een raaf in De witte slang (KHM17) en Het boerke (KHM61)
  - een schimmel in Fernand getrouw en Fernand ontrouw (KHM126)
  - een slang in De drie slangenbladeren (KHM16) en De witte slang (KHM17)
  - een veulen in De twee reisgezellen (KHM107)
  - een vis in De witte slang (KHM17), Van de visser en zijn vrouw (KHM19), De goudkinderen (KHM85), Fernand getrouw en Fernand ontrouw (KHM126) en Het zeehaasje (KHM191)
  - een vogel in Assepoester (KHM21) en De roverbruidegom (KHM40)
  - een vos in De gouden vogel (KHM57), De twee gebroeders (KHM60) en Het zeehaasje (KHM191)
  - een wolf in De twee gebroeders (KHM60)
  - drie raven in De trouwe Johannes (KHM6)
- Vergelijk De peetoom (KHM42) en De dood als peet (KHM44).
- Een domoor komt in vele sprookjes voor, zie zie Sprookje van iemand die erop uittrok om te leren griezelen (KHM4), Het zingende botje (KHM28), Slimme Hans (KHM32), De ransel, het hoedje en het hoorntje (KHM54), De gouden vogel (KHM57), De bijenkoningin (KHM62), De drie veren (KHM63), De gouden gans (KHM64), Gelukkige Hans (KHM83), Het aardmanneke (KHM91), Het water des levens (KHM97), De arme molenaarsknecht en het katje (KHM106) en Vogel Grijp (KHM165). De domoor komt ook voor in het vervallen sprookje Die weiße Taube (KHM64a).
- Ook Sneeuwwitje (KHM53) wordt naar het bos gebracht om gedood te worden, ook hier krijgt de dienaar medelijden en laat haar ontsnappen. Zie ook Het meisje zonder handen (KHM31).
- Het sprookje handelt over de spraak van de dieren, die zwijgend geleerd wordt. Zie ook sjamanisme.
- In De zeven Zwaben denken zes Zwaben dat ze de schout horen als een kikker kwaakt, hierdoor verdrinken ze.
- In Moltina en de rode berg leert een meisje de taal van de marmotten.